# Evan Wick

Zawodnik Cal Poly Mustangs

Zawodnik Wisconsin Badgers

Evan Wick (ur. 1997) – amerykański zapaśnik walczący w stylu wolnym. 
Złoty medalista mistrzostw panamerykańskich w 2025 roku. 
Zawodnik San Marino High School, University of Wisconsin–Madison i California Polytechnic State University. Trzy razy All-American w NCAA Division I (2018-2020, 2022). Trzeci w 2018 i 2022, czwarty w 2019.